# Toru Miyahara
Pour les articles homonymes, voir Miyahara.
Toru Miyahara (宮原 徹, Miyahara Tōru), né le 25 décembre 1982 dans la préfecture de Nagasaki, est un coureur de fond japonais spécialisé en skyrunning. Il est double champion d'Asie de kilomètre vertical et a remporté le marathon de Pikes Peak en 2013.

## Biographie
Toru pratique l'athlétisme sur piste durant sa jeunesse. Peu motivé à l'idée de participer au Hakone Ekiden, il rejoint la Force terrestre d'autodéfense japonaise sur conseil de son oncle. Il y découvre l'existence d'une école d'éducation physique qu'il rejoint pour pratiquer à nouveau l'athlétisme mais se blesse souvent et peine à obtenir de bons résultats. En 2005, il est assigné au Camp Takigahara. Invité à courir le relais ekiden du mont Fuji, il décide de s'entraîner sur les pentes du volcan et se découvre un talent pour la course en montagne,.
Le 28 juillet 2006, il participe pour la première fois à la course du mont Fuji. Faisant étalage de son talent, il s'impose en 2 h 32 min 40 s, établissant un nouveau record du parcours à sa première tentative,.
Il s'essaie ensuite avec succès au skyrunning et décroche notamment la deuxième place au Mount Kinabalu Climbathon, puis s'impose à la Mount Ontake SkyRace 2009.
Le 22 juillet 2011, Toru réitère sa victoire à la course du mont Fuji et atteint le sommet en 2 h 27 min 41 s. Il améliore son record en devenant le premier homme à remporter la course en moins de 2 h 30.
Le 18 août 2013, il se rend aux États-Unis pour participer au marathon de Pikes Peak. Il effectue une solide course, restant dans les talons du favori Alex Nichols. Il lance son attaque en fin de course et s'impose au sprint final pour 23 secondes.
À partir de 2014, il se spécialise dans la discipline du kilomètre vertical. Prenant part pour la première fois aux championnats du monde de skyrunning, il prend le départ du kilomètre vertical du Mont-Blanc et décroche la cinquième place,.
N'ayant pas obtenu de permission pour participer aux championnats du monde de skyrunning 2016, il se rabat sur les championnats d'Asie de skyrunning courus en décembre dans le cadre de la MISG Lantau 50. Il s'élance sur l'épreuve du kilomètre vertical et s'impose aisément devant le Français Nicolas Martin et à plus de cinq minutes de son rival au titre Hayato Yanagisawa. Il remporte ainsi son premier titre dans la discipline.
Le 30 septembre 2017, il défend avec succès son titre de champion d'Asie de kilomètre vertical en battant Goki Nagasato et Takashi Shinushigome.

## Palmarès
| no  | masculin           | Course                                                   | Longueur | Départ            | Temps           |
| --- | ------------------ | -------------------------------------------------------- | -------- | ----------------- | --------------- |
| 1re | Médaille d'or      | Course du Mont Fuji                                      | 21 km    | 28 juillet 2006   | 2 h 32 min 40 s |
| 2e  | Médaille d'argent  | Mount Kinabalu Climbathon                                | 21 km    | 24 août 2008      | 2 h 47 min 2 s  |
| 1re | Médaille d'or      | Course du Mont Fuji                                      | 15 km    | 24 juillet 2009   | 1 h 15 min 15 s |
| 1re | Médaille d'or      | Mount Ontake SkyRace                                     | 37 km    | 30 août 2009      | 4 h 26          |
| 2e  | Médaille d'argent  | Mount Kinabalu Climbathon                                | 21 km    | 25 octobre 2009   | 2 h 41 min 49 s |
| 1re | Médaille d'or      | Course du Mont Fuji                                      | 21 km    | 22 juillet 2011   | 2 h 27 min 41 s |
| 1re | Médaille d'or      | Ultra-Trail Mt.Fuji - Sty                                | 82 km    | 15 mai 2012       | 8 h 48 min 30 s |
| 3e  | Médaille de bronze | Mount Kinabalu Climbathon                                | 23 km    | 14 octobre 2012   | 2 h 15 min 14 s |
| 1re | Médaille d'or      | Marathon de Pikes Peak                                   | 42,2 km  | 18 août 2013      | 3 h 43 min 25 s |
| 5e  | 5e                 | Championnats du monde de skyrunning - Kilomètre vertical | 3,8 km   | 27 juin 2014      | 35 min 57 s     |
| 3e  | Médaille de bronze | Lone Peak Vertical Kilometer                             | 5 km     | 12 septembre 2014 | 50 min 28 s     |
| 1re | Médaille d'or      | Ascension de Pikes Peak                                  | 21,4 km  | 15 août 2015      | 2 h 15 min 44 s |
| 1re | Médaille d'or      | Mt.Awa Vertical Kilometer                                | 5,2 km   | 4 juin 2016       | 46 min 46 s     |
| 1re | Médaille d'or      | Zao Vertical Race                                        | 4,8 km   | 3 septembre 2016  | 37 min 6 s      |
| 1re | Médaille d'or      | Championnats d'Asie de skyrunning - Kilomètre vertical   | 5 km     | 2 décembre 2016   | 38 min 17 s     |
| 2e  | Médaille d'argent  | Ascension de Pikes Peak                                  | 21,4 km  | 19 août 2017      | 2 h 18 min 31 s |
| 1re | Médaille d'or      | Championnats d'Asie de skyrunning - Kilomètre vertical   | 4,8 km   | 9 septembre 2017  | 37 min 34 s     |
| 1re | Médaille d'or      | Mt.Awa Vertical Kilometer                                | 5,2 km   | 30 septembre 2017 | 47 min 21 s     |
| 2e  | Médaille d'argent  | Mt.Awa Vertical Kilometer                                | 5,5 km   | 21 avril 2018     | 53 min 59 s     |
| 7e  | 7e                 | Championnats du monde de skyrunning - Kilomètre vertical | 5 km     | 13 septembre 2018 | 44 min 2 s      |
| 2e  | Médaille d'argent  | Mt.Awa Vertical Kilometer                                | 5,5 km   | 20 avril 2019     | 44 min 29 s     |
| 1re | Médaille d'or      | Mt.Awa Vertical Kilometer                                | 5,5 km   | 17 avril 2021     | 43 min 22 s     |

## Records
| Épreuve       | Performance    | Date              | Lieu      |
| ------------- | -------------- | ----------------- | --------- |
| 5 000 mètres  | 14 min 5 s 72  | 24 septembre 2005 | Yokohama  |
| Semi-marathon | 1 h 4 min 49 s | 14 mars 2004      | Yamaguchi |